# رودنیک (گورنگی میلانوواتس)
رودنیک (به صربی: Rudnik) یک منطقهٔ مسکونی در صربستان است که در ناحیه موراویتسا واقع شده‌است. رودنیک ۲۳٫۳۸ کیلومتر مربع مساحت و ۱٬۴۹۰ نفر جمعیت دارد و ۵۹۵ متر بالاتر از سطح دریا واقع شده‌است.